# Isabel de França, Rainha de Navarra
Isabel de França (em francês:  Isabelle; 2 ou 18 de março de 1242 — Hyères, 27 de abril de 1271) foi rainha consorte de Navarra e condessa de Champanhe como esposa de Teobaldo II.

## Família
Ela era a filha de Luís IX de França e de Margarida da Provença. Seus avós paternos eram Luís VIII de França e Branca de Castela, e seus avós maternos eram Raimundo Berengário IV da Provença e Beatriz de Saboia.
Isabel foi a segunda filha e criança de seus pais, e tinha dez irmãos. Alguns deles eram: Luís, herdeiro aparente e regente da França entre 1252 a 1254; o rei Filipe III de França; João Tristão, conde de Valois; Pedro, conde de Alençon; Branca, infanta de Castela como esposa de Fernando de La Cerda; Margarida, duquesa de Brabante; Roberto de França, conde de Clermont; Inês da França, Duquesa da Borgonha, etc.

## Biografia
A princesa casou-se com Teobaldo em Melun, na data de 6 de abril de 1258. Ela tinha dezesseis anos de idade e o noivo tinha dezenove. Ele era filho de Teobaldo I de Navarra e de Margarida de Bourbon.

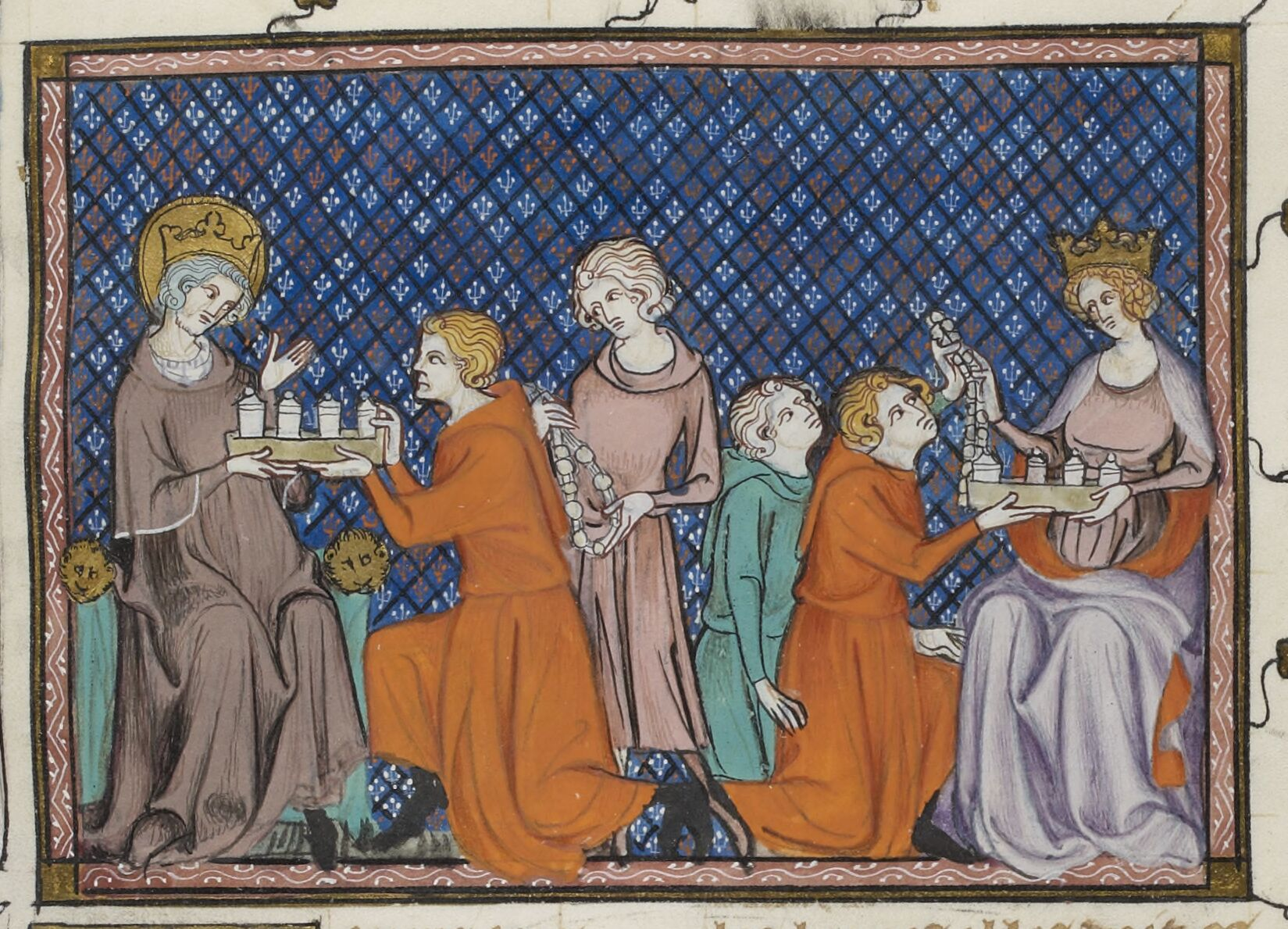
Isabel e o marido, Teobaldo, recebendo presentes.

Isabel, ao lado de seu pai e seu marido, viajaram com a Oitava Cruzada em 1270. Seu pai morreu nesse ano de disenteria, em Tunes, na Tunísia. Já seu marido faleceu em Trapani, na Sicília, em 4 de dezembro de 1270. O casal não teve filhos.
Portanto, a rainha viúva retornou a seu país natal, onde passou a viver na Provença. Morreu em Hyères, próximo a Marselha, em 27 de abril de 1271. Foi enterrada ao lado do marido em Provins, no convento de Cordelières, fundado por seu sogro em 1248.